# Il miracolo (Gerson)
Il miracolo è il secondo album dei Gerson, pubblicato nel 2005.

## Tracce
1. Tua madre è preoccupata
2. Trappola per topi
3. Via
4. Il miracolo
5. Crocevia 666
6. Correvo per salvarmi
7. Quero morrer
8. Numero
9. Overdose da tubo catodico
10. Il figlio del disastro
11. Il segno del tempo

## Formazione
- Paolo Stucchi - voce, chitarra
- Stefano "Steve" Colla - chitarra
- Rafael Miranda - basso
- Dario Emari - batteria